# Kircheneidenfeld
Kircheneidenfeld, eine Wüstung im Truppenübungsplatz Hohenfels, war ein Gemeindeteil des Marktes Lutzmannstein im Landkreis Parsberg.

## Geographische Lage
Der Weiler lag im oberpfälzischen Jura der Südlichen Frankenalb etwa 6 km nordöstlich von Velburg auf ca. 480 m über NHN. Südlich dehnte sich am Fuß des Höhlenbergs (597 m ü. NHN) in West-Ost-Richtung  ein Feuchtgebiet aus.

## Geschichte
Das Salbuch der Herrschaft Hohenfels von 1494 verzeichnete zwei Höfe in Kircheneidenfeld. 1538 erscheint der Ort als „Eurnfeld“ in einer Urkunde, in der die Grenze der Herrschaft Hohenfels beschrieben ist. Salbücher des 16. und 17. Jahrhunderts weisen aus, dass der Weiler niedergerichtlich nach Hohenfels, hochgerichtlich zur Herrschaft Lutzmannstein gehörte. Im Kartenwerk von Christoph Vogel von 1600 ist „Kircheneitenveld“ ebenfalls als Bestandteil der Hofmark/Herrschaft Lutzmannstein verzeichnet. Gegen Ende des Alten Reiches, um 1800, bestand Kircheneidenfeld aus fünf Anwesen; das größte, ein Dreiviertelhof, war der Schlierfhof, zu dem auch die Filialkirche gehörte. Zwei der Höfe gehörten als Mannlehengut exterritorialen Untertanen des Pflegamtes Hohenfels.
Im Königreich Bayern wurde um 1810 der Steuerdistrikt Lutzmannstein im Landgericht Parsberg (später Landkreis Parsberg) gebildet. Ihm gehörten neben dem Markt Lutzmannstein das Dorf Pielenhofen und die Weiler Breitenwinn, Grün, Judeneidenfeld und Kircheneidenfeld an. Mit dem zweiten bayerischen Gemeindeedikt von 1818 entstand die kleinere Ruralgemeinde Lutzmannstein, der 1830 die Weiler Judeneidenfeld und Kircheneidenfeld eingemeindet wurden. Über die gesamte Gemeinde übten die Freiherren von Giese/Gise die Patrimonialgerichtsbarkeit II. Klasse mittels Gerichtshalter bis 1848 aus. Anschließend ging die Gerichtsbarkeit an das Landgericht Parsberg über.
Als 1951 für die US- und NATO-Truppen der Truppenübungsplatz Hohenfels geschaffen werden musste, genügte dafür nicht das Gebiet des ab 1838 geschaffenen, 1949 aufgelösten Heeresgutsbezirks Hohenfels. Der westlichen Erweiterung des neuen Truppenübungsplatzes mussten mehrere Gemeinden weichen, darunter auch die Gemeinde Lutzmannstein. Durch Truppenübungen wurden alle acht Orte der Gemeinde Lutzmannstein, also auch Kircheneidenfeld mit seiner Filialkirche, nach der Absiedelung allmählich zur Wüstung. Im Zuge der Gebietsreform in Bayern wurde das gesamte Erweiterungsgebiet am 1. Oktober 1970 der Stadt Velburg zugeschlagen.

### Gebäude- und Einwohnerzahlen
- 1830: 33 Einwohner, 6 Häuser[8]
- 1835: 33 „Seelen“, 6 Häuser[9]
- 1867: 27 Einwohner, 13 Gebäude[10]
- 1871: 22 Einwohner, 15 Gebäude, an Großviehbestand 1873 4 Pferde und 25 Stück Rindvieh[11]
- 1900: 21 Einwohner, 3 Wohngebäude[12]
- 1925: 23 Einwohner, 3 Wohngebäude[13]
- 1938: 20 Katholiken[14]
- 1950: 25 Einwohner, 5 Wohngebäude[15]

### Kirchliche Verhältnisse
- Kircheneidenfeld gehörte seit altersher (so um 1600)[16] als Filiale zur katholischen Pfarrei Hohenfels im Bistum Regensburg. Am 15. Januar 1811 wurde sie zur Pfarrei St. Lucia zu Lutzmannstein im Bistum Eichstätt, Dekanat Velburg, umgepfarrt.[17] Die Kinder gingen im 19. und 20. Jahrhundert dorthin in die katholische Schule.[18][15] In Kircheneidenfeld gab es die Filialkirche zur hl. Maria, eine romanische Anlage im Besitz und in Verwaltung des Bauern Schlierf.[19] Der Friedhof um die Kirche war für die Toten von Kirchen- und von Judeneidenfeld bestimmt.
- Die Protestanten gehörten um 1925 zur evangelisch-lutherischen Pfarrei Neumarkt i. d. Opf., um 1950 zum exponierten Vikariat Parsberg.[13][15]

## Bau- und Bodendenkmäler
- Untertägige mittelalterliche und frühneuzeitliche Befunde in der Wüstung sind unter D-3-6736-0074 in die Bayerische Bodendenkmalliste eingetragen.[20]
- 1963 war die Filialkirche noch weitgehend intakt. In den 1980er Jahren waren aber nur noch die Langhauswände erhalten und galten als Baudenkmäler.[21]